# أندي دونيلي
أندي دونيلي (بالإنجليزية: Andy Donnelly)‏ (1 مايو 1943 في المملكة المتحدة - ) هو مدرب كرة قدم ولاعب كرة قدم بريطاني في مركز حراسة المرمى. لعب مع نادي توركي يونايتد ونادي ميلوول ونادي كلايد ونادي مدينة كيب تاون ‏ ونادي ويموث.

## وصلات خارجية
- أندي دونيلي على موقع قاعدة بيانات كرة القدم.إي يو (الإنجليزية)